# Physocorypha
Physocorypha is een geslacht van rechtvleugeligen uit de familie sabelsprinkhanen (Tettigoniidae). De wetenschappelijke naam van dit geslacht is voor het eerst geldig gepubliceerd in 1896 door Karsch.

## Soorten
Het geslacht Physocorypha  is monotypisch en omvat slechts de volgende soort:
- Physocorypha politurata (Karsch, 1896)